# Darío Silva Pereira
Darío Debray Silva Pereira (2 de novembre de 1972 a Treinta y Tres, Uruguai) és un exjugador de futbol que jugava com davanter. Va representar a la Selecció de l'Uruguai en 46 ocasions a nivell internacional, marcant 14 gols, i es va retirar del futbol internacional després que Uruguai no pogués qualificar-se a la Copa Mundial de Futbol de 2006.
Silva va iniciar la seva carrera el 1991 quan es va unir al Defensor Sporting Club. D'aquí va jugar per al CA Peñarol i la Cagliari Calcio. Després va jugar per al RCD Espanyol, Màlaga CF i Sevilla FC. Després de passar dos anys en la Lliga Espanyola amb els sevillans, Silva va decidir cancel·lar l'últim any del seu contracte al descobrir que no estava dintre dels plans per a la nova campanya de l'entrenador Joaquín Caparrós. Es va unir al Portsmouth Football Club en una transferència lliure des del Sevilla el 2005, signant un contracte de dos anys. No obstant això, el jugador no va impactar a causa d'una lesió en el turmell, i després d'haver marcat només 3 gols en 15 partits va ser alliberat del seu contracte el 14 de febrer de 2006. Al final de la seva carrera futbolística europea, va tornar a l'Uruguai, encara que sense retirar-se per complet del món del futbol.
Com a internacional uruguaià, hi va participar en el Mundial del 2002 i a la Copa Amèrica de 2004.

## Accident automobilístic
El 23 de setembre de 2006, Silva va resultar ferit de gravetat en un accident a Montevideo. L'accident va ocórrer quan Silva va perdre el control de la seva camioneta i va sortir disparat del vehicle, xocant amb un pal de llum. En l'impacte Silva es va fracturar el crani, quedant inconscient i sofrint una fractura greu en la seva cama dreta. En el moment de l'accident Silva viatjava amb altres dos exfutbolistes que no van resultar seriosament ferits.
El dia de l'accident, un equip de 5 metges va prendre la decisió d'amputar-li la part inferior al genoll de la seva cama, i Silva va ser sotmès a una cirurgia de 3 hores i mitja. Va ser induït a coma per l'amputació. Després de l'operació, es va témer que l'amputació s'infectés, no obstant això, la seva condició va ser declarada estable uns pocs dies després quan es va recuperar en l'Hospital La Española de Montevideo.

### Després de l'accident
Després de buscar les millors opcions per a una pròtesi, decideix adquirir una cama ortopèdica de fibra de carboni que compta amb un dispositiu hidràulic que la fa flexible. Això permet que es flexioni amb l'impuls del cos, a diferència de les convencionals, l'articulació de les quals és recta. Al novembre de 2006, un periòdic britànic, Daily Mail, va informar que Silva tenia el propòsit d'arribar als Jocs Olímpics de 2012 com remador.
Dos anys i mig després de la seva lesió, Darío Silva tornà a jugar. L'ocasió es va donar en un partit benèfic disputat en la ciutat de Punta del Este, en el qual va coincidir amb figures de la televisió, antics futbolistes i altres famosos de l'Uruguai i Argentina. A més a més, l'uruguaià va marcar dos gols, un de penalt durant el partit i altre en la tanda de penalts, que va servir per a donar el triomf al seu equip.
També va jugar de forma semiprofessional amb l'equip Les Bastilles, on marcaria fins a 40 gols en 31 partits.

## Palmarès
- 3 Lligues uruguaianes
- 1 Copa de l'Uruguai
- 1 Copa Intertoto